# ماهایزا
ماهایزا (به لاتین: Mahaiza) یک منطقهٔ مسکونی در ماداگاسکار است که در ناحیه بتافو واقع شده‌است. ماهایزا ۴۸۰ کیلومتر مربع مساحت و ۲۴٬۲۴۴ نفر جمعیت دارد و ۱٬۵۹۴ متر بالاتر از سطح دریا واقع شده‌است.